# Орехъёган
Орехъёган (устар. Орех-Юган) — река в Приуральском районе Ямало-Ненецкого АО. Исток находится на южном склоне горы Чёрная (1030 м) массива Райиз, устье — в 83 км по правому берегу реки Собь. Длина реки 54 км, значительные притоки: Орехъёгарт — правый и Орехсом — левый.

## Данные водного реестра
По данным государственного водного реестра России относится к Нижнеобскому бассейновому округу, водохозяйственный участок реки — Обь от впадения реки Северная Сосьва до города Салехард, речной подбассейн реки — бассейны притоков Оби ниже впадения Северной Сосьвы. Речной бассейн реки — (Нижняя) Обь от впадения Иртыша.